# (31540) 1999 DK2
1999 DK2 (asteroide 31540) é um asteroide da cintura principal. Possui uma excentricidade de 0.07581010 e uma inclinação de 15.67457º.
Este asteroide foi descoberto no dia 19 de fevereiro de 1999 por Takao Kobayashi em Oizumi.